# Pokémon Trading Card Game

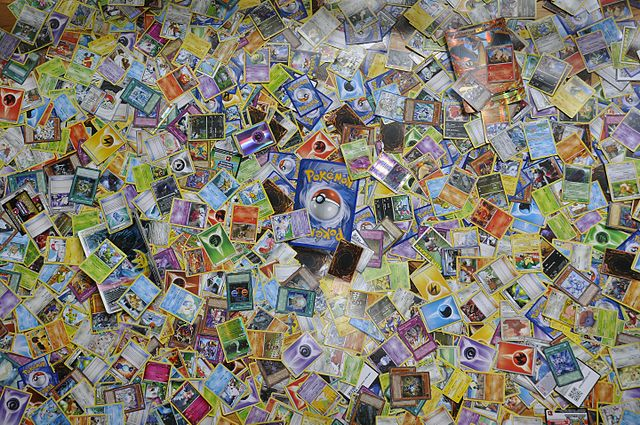

Pokémon Trading Card Game (ポケモンカードゲーム) je sběratelská karetní hra s tematikou Pokémon. Jde o jedno z médií vytvořených Satoši Tadžirim. Vznikla na podnět Nintendo konzolí.

## Hratelnost
Jde o strategickou hru, kde hrají dva hráči proti sobě v roli trenéra Pokémonů. Cílem je pomocí útoků (síla je napsaná na kartě, k použití útoků je potřeba přidat dané "energie") soupeřova pokémona vyřadit tím, že mu "vezmete" všechny HP (počet HP je napsán na horním pravém rohu karty). Karta obsahuje také ilustraci, číslo Pokédexu, označení edice, číslo edice a další informace.

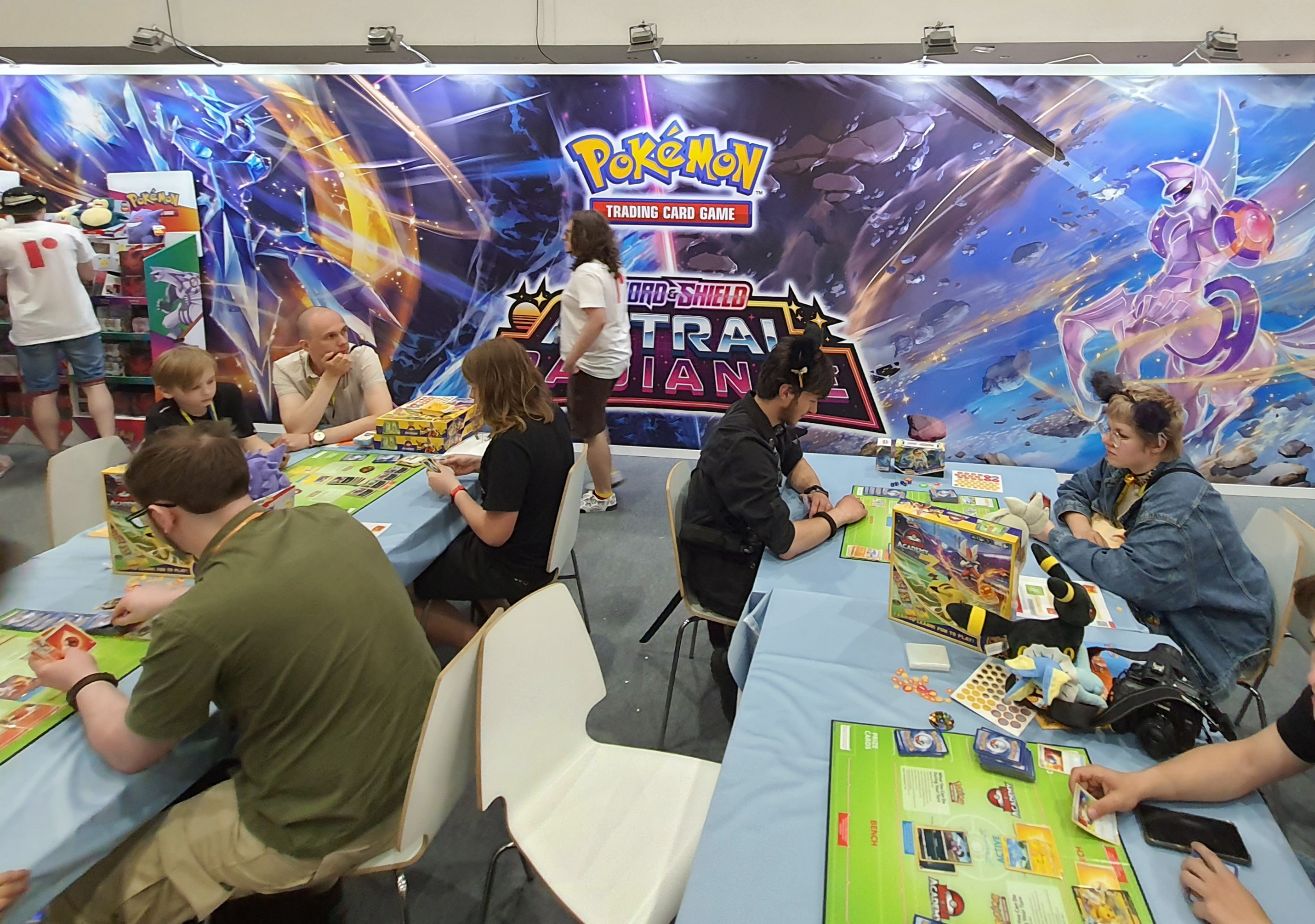
Turnaj v Pokémon Trading Card Game

Hráči začínají tím, že hodí mincí, která rozhodne o tom, kdo půjde hrát první a kdo druhý.
Nejčastější podmínkou výhry je převzetí všech šesti výherních karet, které se tahají z balíčku. Další způsoby, jak vyhrát, jsou vyřazení nebo odstranění všech soupeřových Pokémonů, které má ve hře i v záloze nebo Decked Out, který nastává, pokud soupeř v příštím tahu nemá v balíčku žádné karty, z kterých by si je mohl dobrat.

### Typy karet
Existují různé typy karet, jejichž síla je založena na jejich raritě (nejsilnější karty bývají lesklé). Karty můžete získat z "packů", které však nemusí vždy silnější kartu obsahovat.
| Typ karty              | Rarita                                                                   |
| ---------------------- | ------------------------------------------------------------------------ |
| Base Cards             | Základní karty                                                           |
| Neobvyklé karty        | Základní karty, většinou jde o evoluci Base Card pokémona                |
| Shining Card ☆         | Vzácný                                                                   |
| EX Card                | Vzácný, vyskytuje se poměrně často v porovnání s jinými vzácnými kartami |
| LV.X Card              | Vzácný, edice Pokémon Diamonds & Pearl                                   |
| Legend Card            | Vzácný, série Pokémon HeartGold & SoulSilver                             |
| EX Mega Evolution Card | Vzácný, Mega Evolution Pokémon karta                                     |
| BREAK Card             | Vzácný                                                                   |
| GX Card                | Vzácný                                                                   |
| TAG TEAM GX Card       | Vzácný                                                                   |
| Prism Star Card        | Vzácný, edice Pokémon Ultra Prism                                        |
| V Card a VMAX Card     | Vzácný, V Card je nižší úrovní VMAX Card                                 |
| V-UNION Card           | Vzácný, promo SWSH Black Star                                            |
| VSTAR Card             | Vzácný, série Pokémon Briliant Stars                                     |
| Tera EX Card           | Vzácný                                                                   |

### Energie
| Barva karty | Typ energie                |
| ----------- | -------------------------- |
| Zelená      | Travní                     |
| Červená     | Ohnivý                     |
| Modrá       | Vodní                      |
| Žlutá       | Elektrický                 |
| Fialová     | Psychický, Duševní, Poison |
| Růžová      | Vílí                       |
| Hnědá       | Bojový                     |
| Černá       | Temný                      |
| Šedá        | Kovový                     |
| Bílá        | Normální                   |
| Žluto-hnědá | Dračí                      |

## Videohra
V roce 1998 vyšla videohra, inspirována touto hrou.